# 科本尼
科本尼（法語：Kobenni）是毛里塔尼亚南部的一个城镇，属西胡德省管辖，面积为257 km²，基本为农田和居民区。根据毛里塔尼亚2013年的统计数据，科本尼共有居民11,833人。 
15°49′N 9°22′W / 15.817°N 9.367°W